# Brihuega

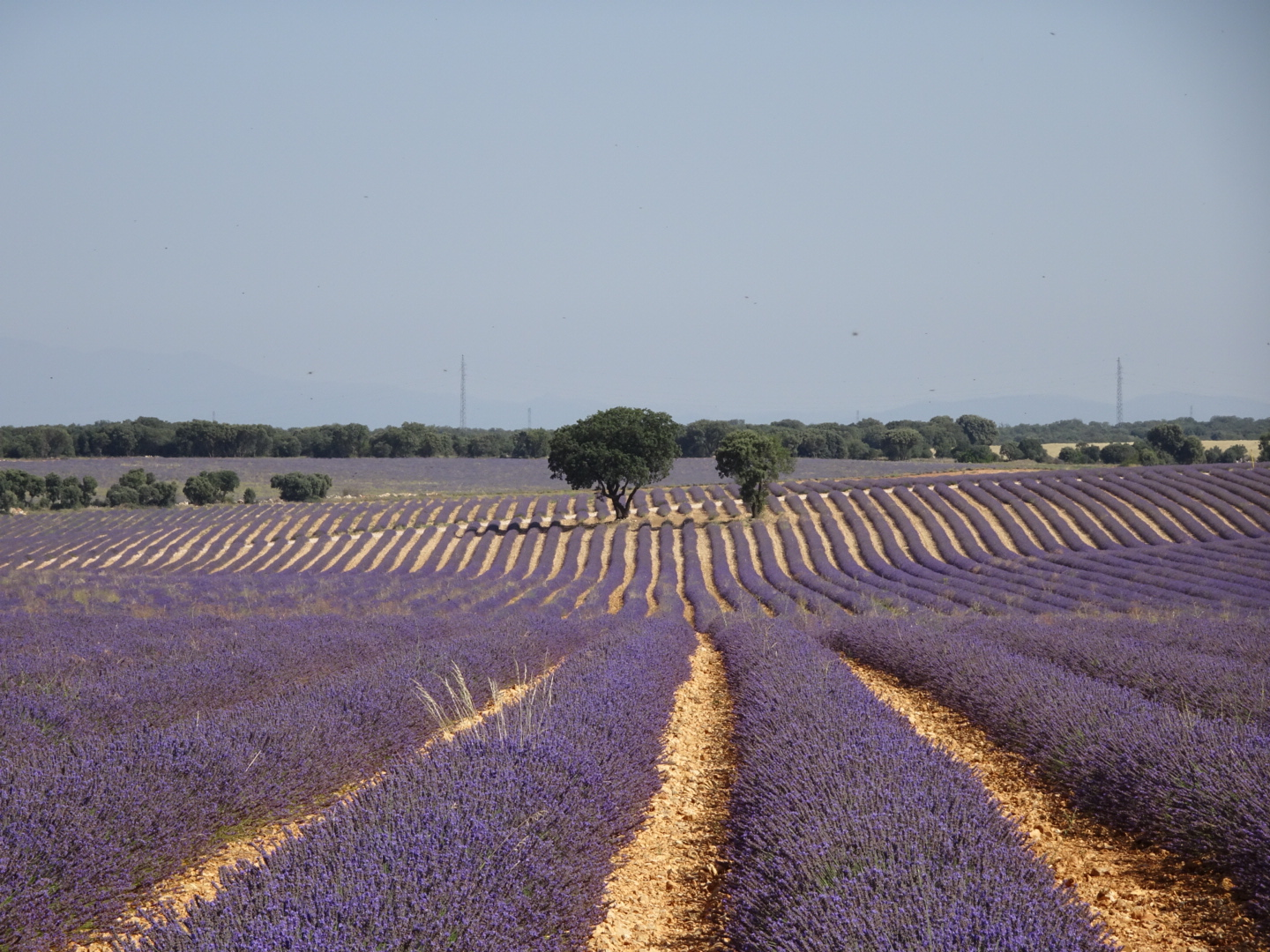
Brihuega – Lavendelfelder

Brihuega ist eine zentralspanische Kleinstadt und eine aus mehreren Dörfern, Weilern und Einzelgehöften bestehende Gemeinde (municipio) mit 2.816 Einwohnern (Stand: 2024) in der Provinz Guadalajara in der Autonomen Region Kastilien-La Mancha. Im Jahr 1973 wurde das historische Ortszentrum als Conjunto histórico-artístico anerkannt. Die Gemeinde gehört zur dünnbesiedelten Region der Serranía Celtibérica. 

## Lage und Klima
Der knapp 920 m hoch gelegene Ort Brihuega liegt im Norden des Südteils der Iberischen Hochebene (meseta) etwa 1 km nordwestlich des Tals des Río Tajuña. Die Provinzhauptstadt Guadalajara ist ca. 38 km (Fahrtstrecke) in südwestlicher Richtung entfernt. Das Klima im Winter ist gemäßigt, im Sommer dagegen warm bis heiß; die eher geringen Niederschlagsmengen (ca. 465 mm/Jahr) fallen – mit Ausnahme der nahezu regenlosen Sommermonate – verteilt übers ganze Jahr.

## Bevölkerungsentwicklung
| Jahr      | 1857  | 1900  | 1950  | 2000  | 2019  |
| Einwohner | 4.373 | 3.330 | 2.291 | 2.895 | 2.410 |

Aufgrund der Mechanisierung der Landwirtschaft, der Aufgabe bäuerlicher Kleinbetriebe und des daraus resultierenden Verlusts von Arbeitsplätzen wäre die Einwohnerzahl der Gemeinde seit der Mitte des 20. Jahrhunderts stark rückläufig (Landflucht), wären nicht in den 1960er und 1970er Jahren mehrere Dörfer (pueblos oder aldeas) und Weiler (pedanías) eingemeindet worden: Archilla, Balconete, Castilmimbre, Fuentes de la Alcarria, Olmeda del Extremo, Pajares, Romancos, Tomellosa, Valdesaz und Villaviciosa de Tajuna sowie Hontanares und Yela.

## Wirtschaft
Ackerbau war in der gebirgigen und felsigen Landschaft nur eingeschränkt möglich; man widmete sich deshalb vorrangig der Viehwirtschaft, deren haltbare Produkte (Käse, Wurst und Wolle) bei fahrenden Händlern getauscht oder verkauft werden konnten. Brihuega war jahrhundertelang ein Zentrum der Textilproduktion – noch um die Mitte des 18. Jahrhunderts wurde hier eine Königliche Textilmanufaktur (Real Fábrica de Paños) gegründet, die aber bereits im Jahr 1835 im Rahmen der Reformen des Finanzministers Juan Álvarez Mendizábal wieder geschlossen wurde. Im 20. Jahrhundert entwickelten sich der Ort und sein Umland zu einem Zentrum für den Lavandinanbau.

## Geschichte

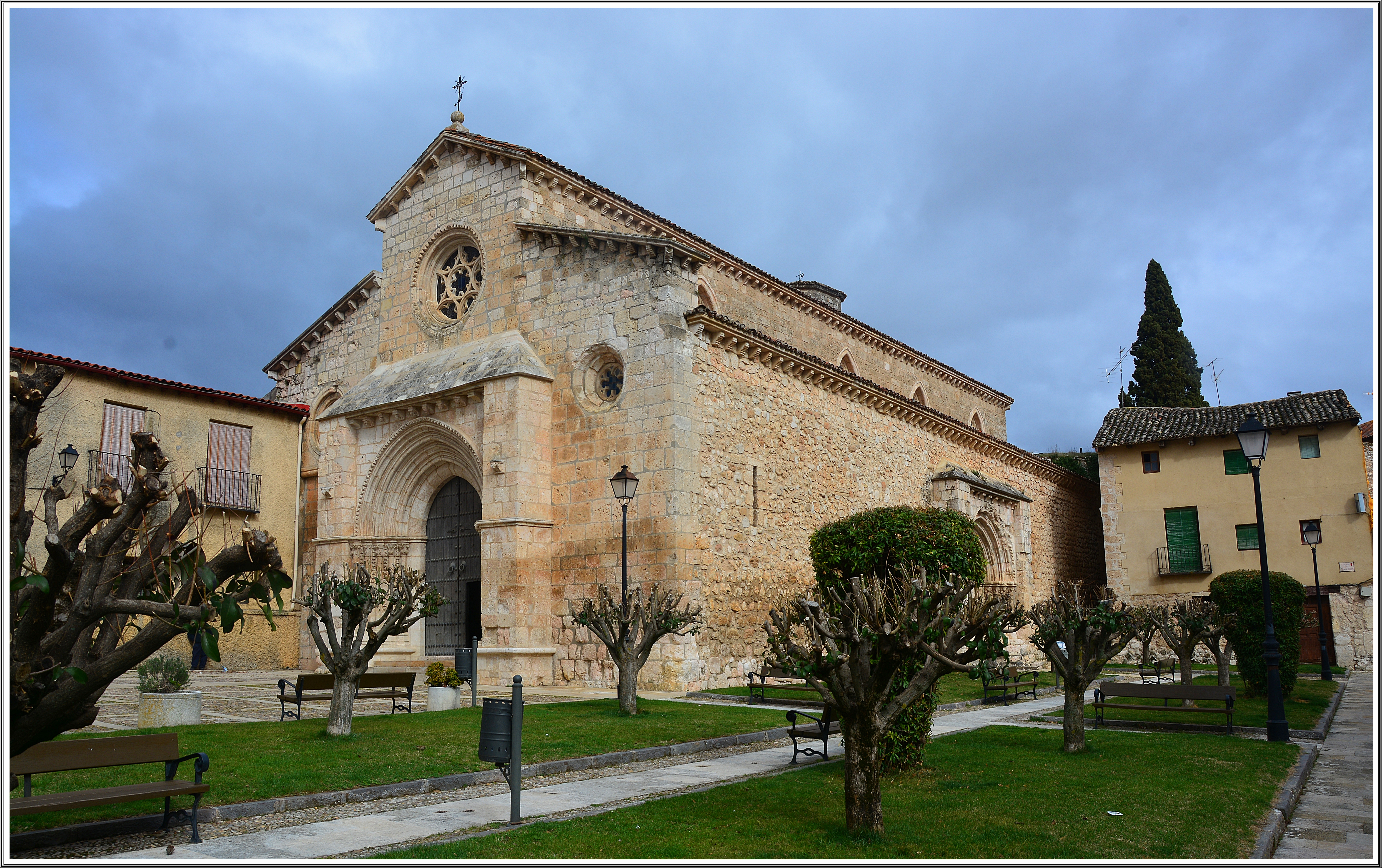
Iglesia de San Felipe

Der Ortsname weist auf keltische oder keltiberische Ursprünge hin (briga = „Festung“); aus römischer Zeit ist der Name Castrum Brioca überliefert. Im 8. Jahrhundert übernahmen Araber und Mauren die Herrschaft, die erst in der zweiten Hälfte des 11. Jahrhunderts durch König Alfons VI. von León wieder aus der Region vertrieben werden konnten (reconquista). Alfons VI. übergab die Grundherrschaft (señorio) über den Ort und sein Umland an die Bischöfe von Toledo, das er im Jahr 1085 erobert hatte. Im Jahr 1215 gewährte Heinrich I. der Stadt das Privileg zur Abhaltung einer jährlichen Messe; die Stadt entwickelte sich zu einem bedeutenden Zentrum für die Herstellung von Stoffen. Erzbischof Rodrigo Jiménez de Rada (amt. 1210–1247) gewährte dem Ort im Jahr 1242 weitere Privilegien (fueros); auf ihn gehen die Gründungen der drei spätromanischen Kirchen zurück. Während des Spanischen Erbfolgekriegs wurde die Stadt im Dezember 1710 von den unter dem Kommando des Feldmarschalls Louis Josephs de Bourbon stehenden Artillerie Philipps V. bombardiert.

## Sehenswürdigkeiten

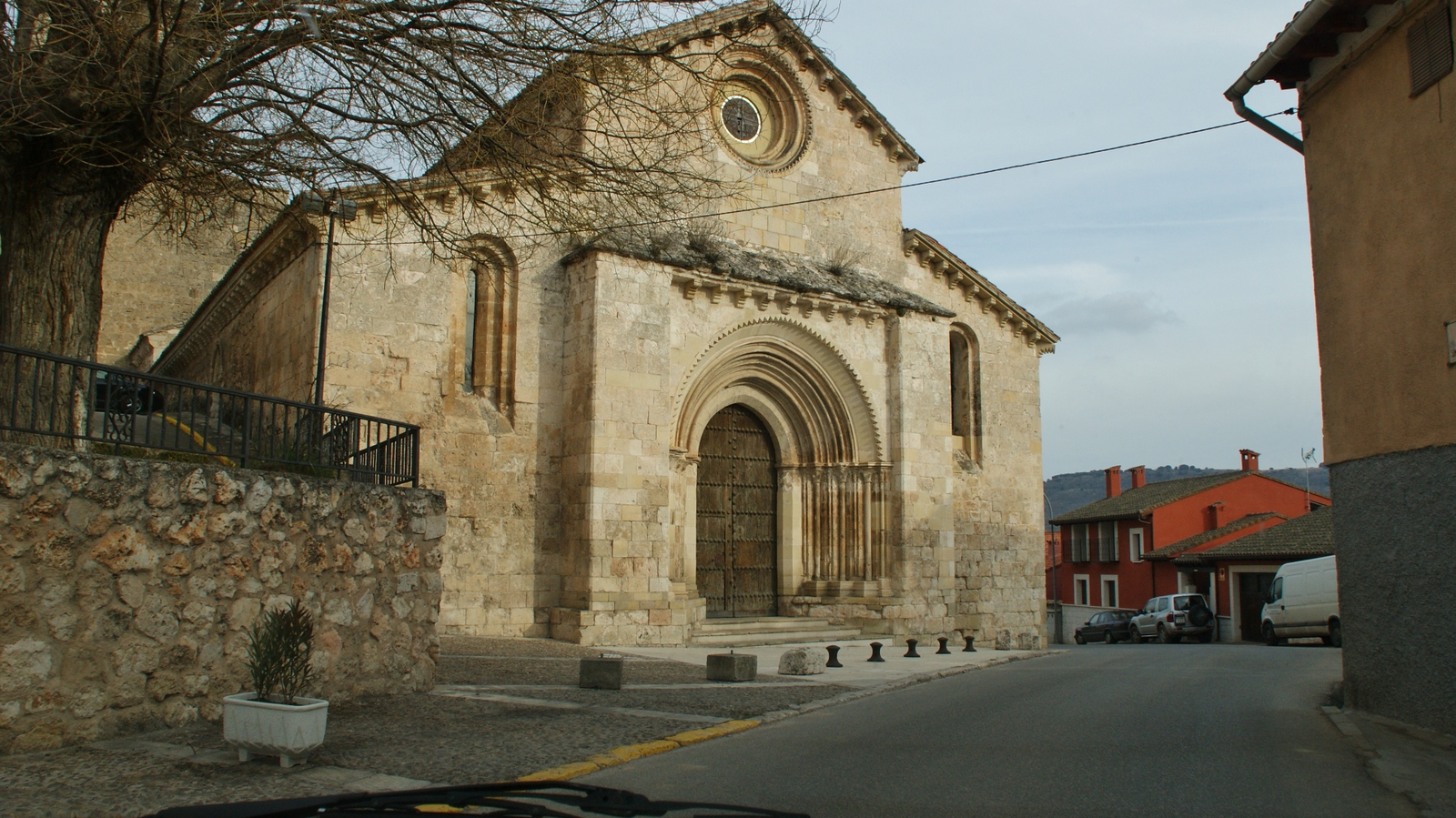
Brihuega – Iglesia de San Miguel

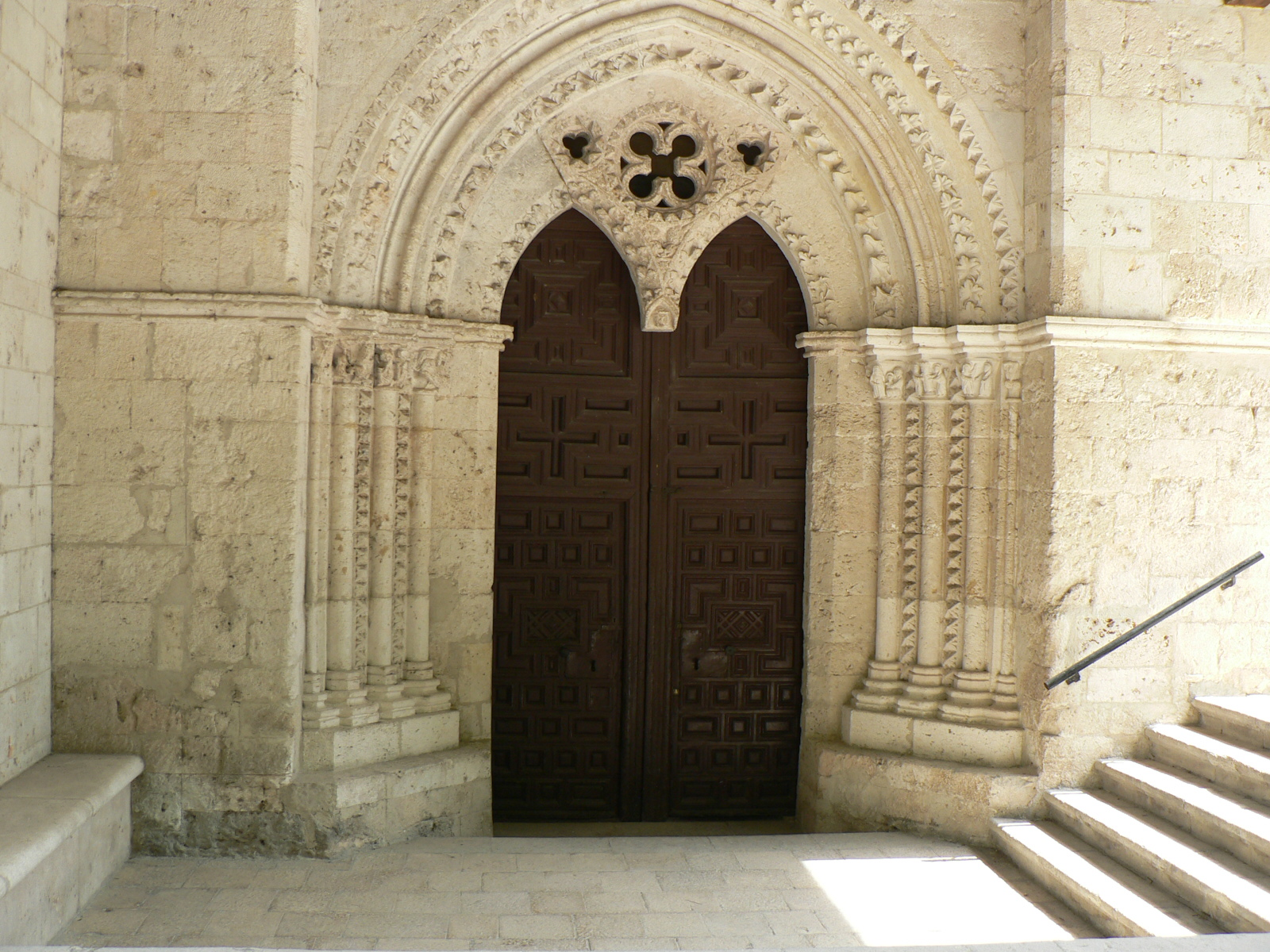
Brihuega – Portal der Kirche Santa María de la Peña

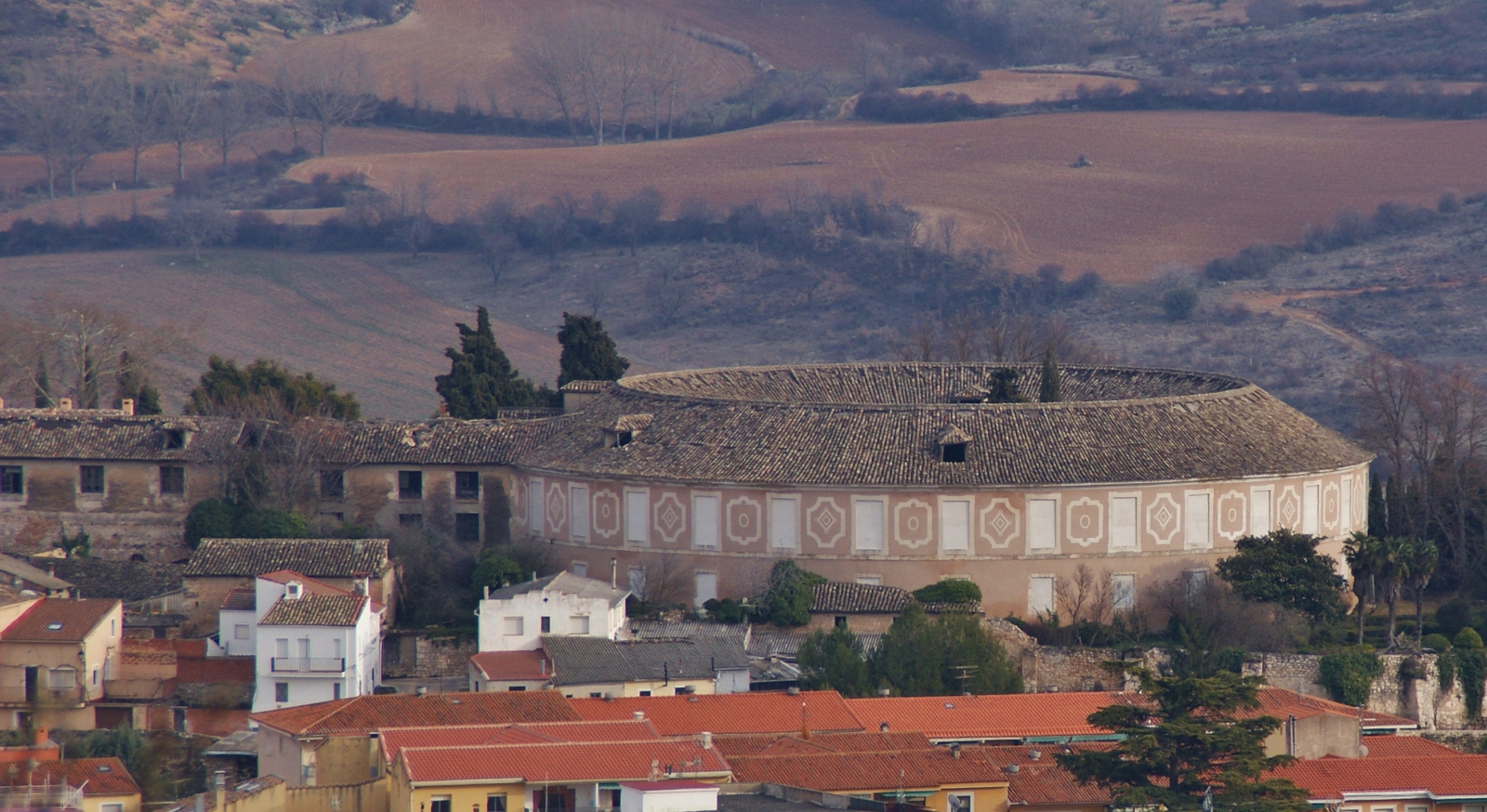
Real Fábrica de Paños

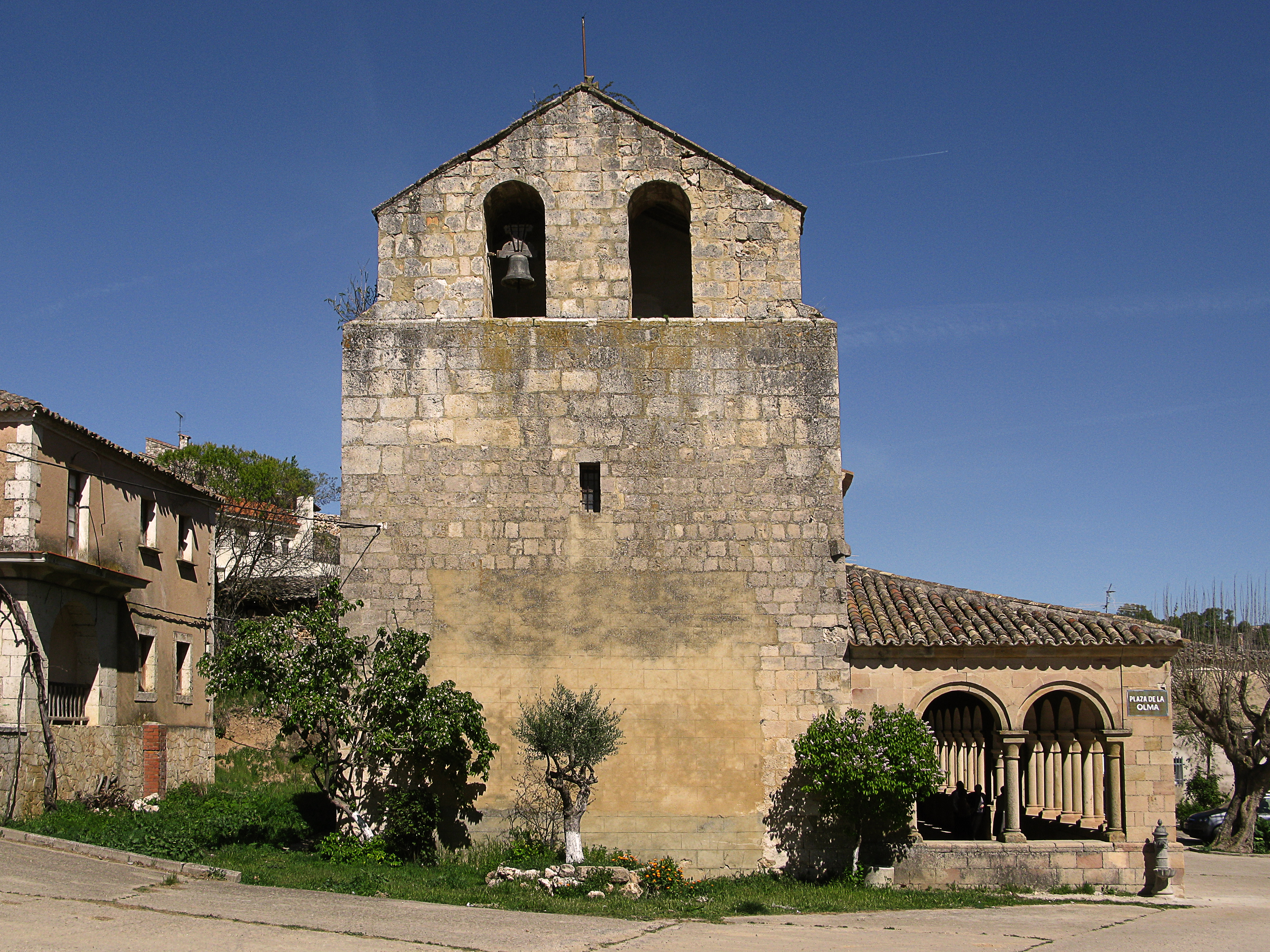
Yela – romanische Kirche

- Zentrum des Ortes ist die von Stützenhäusern umstandene Plaza del Coso. Hier befindet sich auch das neuzeitliche Rathaus (ayuntamiento) mit seinem aufgesetzten Uhrturm, der in einem abschließenden eisernen Glockenkäfig endet.
- Ca. 100 m in östlicher Richtung befinden sich die Cuevas árabes, ein wahrscheinlich im 10. und 11. Jahrhundert angelegtes unterirdisches Gänge- und Höhlenlabyrinth, das in späterer Zeit wegen seiner gleichmäßigen Temperatur als Lagerraum für Wein und andere Vorräte genutzt wurde.[7]
- Die dreischiffige spätromanische Iglesia de San Miguel mit ihrem Stufenportal steht etwa 100 m südwestlich. Ihre drei Schiffe werden von einem neuzeitlichen stählernen Dachstuhl bedeckt, da die ursprünglichen Gewölbe im Rahmen des Spanischen Bürgerkrieges (1936–39) einstürzten und einen Teil des südlichen Seitenschiffs mitrissen. Die Kirche wurde im Jahr 1979 grundlegend restauriert.
- Nur etwa 50 m südlich befindet sich die Burgruine des Castillo de la Peña Bermeja mit den Resten der ehemaligen Stadtmauer (muralla). Eine Festung (kasbah) stand hier wahrscheinlich schon in maurischer Zeit, doch wurde der Komplex nach der Eroberung der Stadt durch die Christen erneuert. Schließlich entstand zu Beginn des 13. Jahrhunderts ein Palast der Erzbischöfe von Toledo, von dem noch Teile der Außenmauern erhalten sind.[8]
- Ganz in der Nähe steht die zu Beginn des 13. Jahrhunderts vom Erzbischof von Toledo erbaute Kirche Santa María de la Peña mit ihrem reich verzierten spätromanischen Stufenportal mit einem hängenden Schlussstein (Abhängling) und einem darüber befindlichen Vierpass. Der dreischiffige Kirchenraum zeigt eindeutig romanische Züge; nur die Rippengewölbe weisen auf die Gotik voraus. Im Felsgestein unterhalb der Kirche befindet sich eine Grotte mit einer Replik der verehrten Schwarzen Madonna.[9][10]
- Bemerkenswert geräumig ist das ungewöhnlicherweise im Ortszentrum gelegene Waschhaus (lavadero) La Blanquina mit seinem angeschlossenen Außenbrunnen mit 12 Röhren.[11]
- Auf einer Plinthe in einer kleinen Grünanlage steht der Rest einer Gerichtssäule (rollo oder picota).[12]
- Das um 1755 erbaute ringförmige Gebäude der ehemaligen Real Fábrica de Paños wurde im Jahr 1840 von einem Unternehmer erworben, der die Textilproduktion mit Uniformstoffen etc. fortführte. Die Textilfabrik bestand bis zum Ausbruch des Bürgerkriegs (1936). Der Bautenkomplex mit seiner angeschlossenen Gartenanlage befindet sich am Ostrand der heutigen Stadt.[13]
- Unmittelbar daneben steht ein Teil des im Jahr 1619 vom Franziskanerorden gegründeten Convento de San José, in welchem heute das Stadtmuseum (Museo de Brihuega) untergebracht ist.[14][15]
- Im nördlichen Teil der Altstadt befindet sich die dreischiffige romanische Iglesia de San Felipe mit ihren vorgezogenen und mit Diamantstäben verzierten Stufenportalen im Westen und Süden. Das Rundfenster über dem Westportal ist mit einem sechszackigen Maßwerkstern gefüllt. Das Innere der Kirche wird nach einem Brand im Jahr 1904 von neuen hölzernen Dachstühlen überspannt. Ungewöhnlich ist das konvex gebogene Dreiecksfenster über dem Bogen zur Apsis.[16]

Yela
- Die Iglesia de Nuestra Señora de los Llanos im nur noch ca. 10 Einwohner zählenden Weiler Yela verfügt über eine romanische Südvorhalle (portico) mit Doppelsäulen; darüber hinaus hat sie einen Glockengiebel (espadaña) mit dahinter befindlicher Glockenstube. Ein schönes Stufenportal führt in das im Innern überarbeitete und von einer Holzdecke überspannte Kirchenschiff.[17]

## Sonstiges
Ca. 4 km südlich der Kleinstadt hat die Hare-Krishna-Sekte in einem ehemaligen Gutshof (finca) unter dem Namen Nuevo Vraja Mandala im Jahr 1979 einen Aschram eingerichtet.